# Deogarh
|  | Aquest article tracta sobre sobre el jagir feudatari del principat de Mewar (Udaipur) al Rajasthan. Si cerqueu regne gond de Deogarh, vegeu «Deogarh (gond)». |

Deogarh o Devgarh fou una thikana o jagir de l'antic principat de Mewar, formada per 216 pobles i una vila. La capital era Deogarh propera a la frontera de Mewar amb Pratabgarh i a 110 km al nord-nord-est d'Udaipur (Rajasthan); la ciutat estava emmurallada amb un bonic palau (Deogarh Mahal, del segle XVII) amb murals decoratius al seu interior, un fort del segle XVI, i alguns temples jains; el temple més important és el de Dashvatar, del període gupta, abans conegut com a temple de Panchayatan, amb tres panels bigrathika, tapissos (tapyasya) nara-narayan i el Anantshavi Vishnu; fou el primer temple de l'Índia del nord amb shikhara (capitell) però només es conserva la part baixa. La ciutat tenia 5.384 habitants el 1901. La seva població actual és de 36.000 habitants (2001). Hi ha diversos llacs a la vora de la ciutat.
El territori fou governat per un thakur (noble) de primera classe de Mewar, amb títol de rawat. Pertanyia a la família Chandawat del sub clan sangawat, clan sisòdia dels rajputs i descendia de Sanga o Sangram Singh, fill jove de Singhji, el fundador de la família d'Amet, net de Chanda Singh i fill de Kandhal Singh. L'hereu Jaswant Singh i la seva dona (filla del thakur de Bednor) foren enverinats el gener de 1886 pel ministre (kamdar) de Deogarh. El rawat Krishna Singh va adoptar llavors a Kunwar Pratap Singh (Anop Singh), que va morir abans que el seu pare adoptiu, i la successió va passar al fill de Pratap, Vijai Singh. Avui dia la dinastia administra alguns hotels.

## Llista derawats
- Chanda Singh
- Kandhal Singh
- Singhji
- Sanga Singh 1521-1574
- Duda Singh 1574-1611
- Isar Das 1611-1641
- Gokul Das I 1641-1669
- Dwarka Das 1669-1706
- Sangram Singh I 1706-1737
- Jaswant Singh 1737-1776
- Raghao Das 1776-1786
- Gokul Das II 1786-1821
- Nahar Singh I 1821-1847
- Ranjit Singh 1847-1867
- Krishna Singh 1867-1900
- Vijai Singh 1900-1943
- Sangram Singh II 1943-1949 (+1965)